# Mally Burjam-Borga
Amalia "Mally" Henrietta Burjam-Borga, född 17 maj 1874 i Viborg, död 16 maj 1919 i Viborg, var en finländsk operasångerska (mezzosopran).
Burjam-Borga var dotter till Wilhelm Johan Burjam och Ludovica Adelaide Eugenie Waeytens. Hon var en tid gift med politikern Johannes Lundson. Efternamnet Borga antog hon på eget bevåg.
Burjam-Borga studerade sång för Anna Forstén och fortsatte sedan studierna i Paris och för Lilli Lehmann i Berlin. 1905 engagerades hon vid Opéra-Comique i Paris och gästspelade kontinuerligt på operascener i Paris och Monte Carlo. Som sångerska konserterade hon i Berlin, München, Wiesbaden och Nice, men efter några år av turnerande koncentrerades hennes uppträdanden till Finland.